# التسلق في الألعاب الأولمبية الصيفية 2024
ستقام منافسات التسلق الرياضي في الألعاب الأولمبية الصيفية 2024 في الفترة من 5 إلى 10 أغسطس في منشأة التسلق الرياضي لو بورجيه في سين سان دوني، وتعود إلى البرنامج للمرة الثانية منذ الظهور الرسمي الأول للرياضة قبل ثلاث سنوات في طوكيو 2020 .  سيتضاعف العدد الإجمالي لأحداث الميداليات من اثنتين في النسخة السابقة الى اربع احداث بمعدل حدثين لكلا الجنسين، حيث فصلت تنسيقات التسلق القيادي والتسلق الصخري عن تنسيق التسلق السريع.  علاوة على ذلك، ستشهد باريس 2024 ارتفاعًا كبيرًا في عدد المتسلقين الرياضيين الذين يتنافسون من 40 إلى 68.  